# Pseudohadena rjabovi
Pseudohadena rjabovi là một loài bướm đêm trong họ Noctuidae.